# Glaucopsyche completa
Glaucopsyche completa är en fjärilsart som beskrevs av Ruggero Verity 1919. Glaucopsyche completa ingår i släktet Glaucopsyche och familjen juvelvingar. Inga underarter finns listade i Catalogue of Life.